# Samuel Biarnay
Samuel Léonard Biarnay, né le 15 janvier 1879 à Saint-Laurent-du-Cros et mort le 10 octobre 1918 à Rabat, est un orientaliste français. Il a apporté d'importantes contributions aux études sur les langues et les cultures berbères d'Algérie et du Maroc.

## Biographie
Son père, Léonard Biarnay, était un enseignant originaire des Hautes-Alpes , envoyé pour enseigner en Algérie, à Aïn Tolba. Il suit les traces de son père en s'inscrivant à l'école normale de Bouzaréa, dont il sort pour enseigner à la Kalaa des Beni-Rached (Kalaa). De  1898 à fin 1906, il travaille comme "Instituteur des Ecoles d'indigènes d'Algérie", acquérant une certaine connaissance de l'arabe et, par la suite, du berbère, après un passage dans la région du Mzab puis dans l'oasis d'Ouargla.
À un certain moment, cependant, il décide d'abandonner l'enseignement pour se rendre au Maroc voisin où il se consacre à une tout autre activité:  celle de directeur des services télégraphiques et postaux de ce pays dès fin 1906.
A Fès, où il s'installe dans le quartier du Keddan, il a alors pour voisins des compatriotes et amis tel que Maurice Tranchant de Lunel ou encore le "capitaine chleuh" (Léopold Justinard).
En 1912, peu de temps après la signature du traité de protectorat sur le Maroc, de violentes émeutes éclatèrent à Fès ayant pour cible la petite colonie européennes de la ville (Journées sanglantes de Fès). A cette occasion, Samuel Biarnay tenta de secourir les télégraphes assiégés. Pour la bravoure démontrée durant ces dangereuses journées,  il reçut la croix de chevalier de la Légion d'honneur.
En 1914, à la demande du maréchal Hubert Lyautey, il prend la direction du domaine des Habous (biens de mainmorte appartenant  aux fondations pieuses musulmanes).
Il meurt prématurément de la grippe espagnole le 10 octobre 1918 à Rabat.